# Замри-помри-воскресни!
«Замри-помри-воскресни!» (рос. «Замри-умри-воскресни!») — російський радянський повнометражний чорно-білий художній фільм, поставлений на Кіностудії «Ленфільм» в 1989 році режисером Віталієм Каневським.
Прем'єра фільму в СРСР відбулася в серпні 1990 року.

## Зміст
Автобіографічна повість, події якої відбуваються у 1947 році в невеликому шахтарському містечку Сучани, більш схожому на трудовий табір, націлений тільки на одне — дати країні якомога більше «чорного золота». Підлітки Валерка і Галія живуть в одному бараку. Вони не стільки мріють про майбутнє щасливе життя, скільки просто люблять все, до чого звикли очі у цьому Богом забутому містечку.

## Ролі
- Дінара Друкарова — Галія
- Павло Назаров — Валерка
- Олена Попова — мати Валерки
- Валерій Івченко — Абрам, колишній в'язень
- В'ячеслав Бамбушек
- Вадим Єрмолаєв — директор школи

## В епізодах
- Валентина Кособуцька
- Микола Міхєєв — шкільний завгосп
- лена Липец — епізод
- А. Рибаков
- Ю. Ротін
- Рюїті Симідзу
- Катя Громова
- Ф. Туркін
- Василь Хлусевич
- Олег Коритін — епізод
- А. Друкар
- Д. Платонов
- Олександр Пашкевич — епізод
- І. Шейкін
- Ростислав Рахт — епізод
- Абдулла Халілулін
- М. Битюкова
- М. Леденєва
- Катя Канівська
- Л. Каплунова
- С. Красовський
- В. Панова
- А. Осипов
- О. Морозкіна
- Тамара Бісерова
- В. Іванов
- А. Романов та ін
- Євген Каплун (в титрах не вказаний)

## Знімальна група
- Автор сценарію і режисер-постановник — Віталій Каневський
- Оператор-постановник — Володимир Бриляков
- Художник-постановник — Юрій Пашігорев
- Композитор — Сергій Баневич
- Звукооператор — Оксана Стругіна
- Редактор — Олексій Пуртов
- Оператор — Н. Лазуткін
- Монтаж — Галини Корнілова
- Грим Г. Вдовиченко
- Художники по костюмах — Т. Кочергіна, Тетяна Мілеант
- Асистенти:
  - Режисера — В. Красильникова, М. Мінко
  - Оператора — П. Долгоруков
  - По монтажу — Т. Бистрова
- Художник-декоратор — Ю. Ротін
- Художник-фотограф — Юрій Зайцев
- Адміністративна група — В. Ініхов, Т. Логінова, І. Гаєвська, А. Пилипко
- Директор картини — Валентина Тарасова
- Фільм знятий на плівці Шоскінського п/о «Свема»

## Нагороди
- Приз «Золота камера» Каннського кінофестивалю за найкращий дебют (1990)
- Приз «Фелікс» за найкращий сценарій (1990)
- Фестиваль «Сталкер» (1995)